# Perilitus longus
Perilitus longus är en stekelart som beskrevs av Chen och Van Achterberg 1997. Perilitus longus ingår i släktet Perilitus och familjen bracksteklar. Inga underarter finns listade i Catalogue of Life.